# Selección de fútbol del Líbano
La selección de fútbol del Líbano (en árabe: المنتخب اللبناني لكرة القدم‎; en francés: Équipe du Liban de football) es el equipo formado por jugadores de nacionalidad libanesa que representa a la Federación de Fútbol de Líbano en las competiciones oficiales organizadas por la Federación de Fútbol de Asia Occidental (WAFF), la Confederación Asiática de Fútbol (AFC) y la Federación Internacional de Asociaciones de Fútbol. Su apodo oficial es Los Cedros. 
Nunca se ha clasificado para la Copa Mundial de la FIFA, pero fue el anfitrión de la Copa Asiática 2000 y logró clasificar a las ediciones de la Copa Asiática 2019 y la Copa Asiática 2023 superando las respectivas eliminatorias. La selección participa con regularidad en el Campeonato de la Federación de Fútbol de Asia Occidental y en los Juegos Panarábicos.

## Historia

### Primeros años

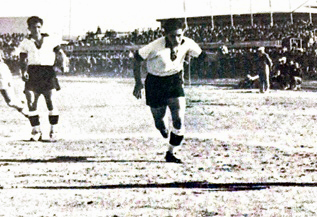
El delantero libanés Camille Cordahi durante el partido ante el en 1940.

El 27 de abril de 1940, La Selección de fútbol de Líbano jugó su primer partido internacional, contra el Mandato Británico de Palestina, que perdieron 5-1. Desde 1957, su estadio ha sido el Estadio Ciudad Deportiva Camille Chamoun. Líbano se ha clasificado a seis de los ocho torneos de la Copa de Naciones Árabes, su mejor resultado fue el tercer lugar en la Copa de 1963. Se fueron a terminar en cuarto lugar en cada uno de los próximos dos torneos. Líbano jugó en todos los campeonatos de la WAFF con excepción de la edición de 2008 en Irán desde que se retiraron. El mejor rendimiento de Líbano fue el tercer lugar en el primer evento que tuvo lugar en Jordania en 2000. En el primer intento del Líbano para calificar para la Copa Mundial, fue la edición de 1994, que terminó en 4 empates y dos victorias antes de perder dos veces a Corea del Sur. El segundo intento del Líbano, fue en la clasificación para la Copa Mundial de Fútbol de 1998, Líbano fue derrotado dos veces por los favoritos del grupo Kuwait haber reclamado el empate 1-1 con Singapur en Beirut y una victoria de 2-1 en Singapur.

### Copa Asiática del 2000

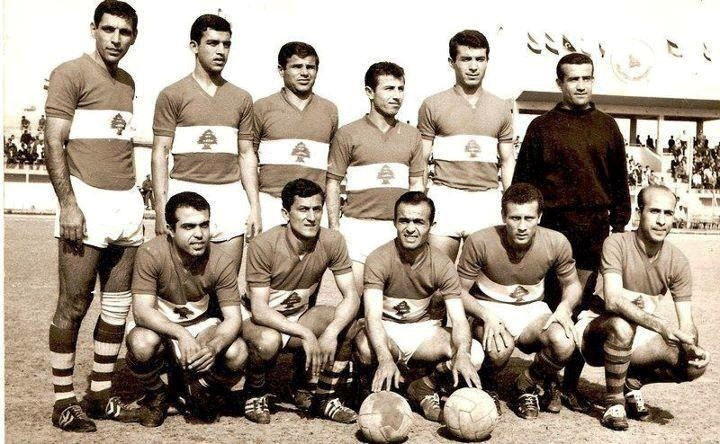
Líbano en la copa de Naciones Árabe 1966

Líbano fueron los anfitriones de la Copa Asiática 2000. Bajo las órdenes de Josip Skoblar, Líbano en el Grupo A junto a Irán, Irak y Tailandia. El 12 de octubre del Líbano ante Irán, donde se encontraron 1-0 abajo después de un gol de Karim Bagheri a los 19 minutos. A Hamid Estili la segunda mitad de matrimonio y otro gol de Ali Daei consiguió un triunfo por 4-0 a Irán. El 15 de octubre, Irak y Líbano se enfrentan en Beirut, donde Sabah Jeayer anotó dos goles en 22 minutses de Irak. Abbas Chahrour anotó para el Líbano en el minuto 28 antes de Moussa Hojeij empató en el minuto 76 con un empate 2-2. El 18 de octubre el Líbano fue detrás de su última fase de grupos de accesorio cuando Sakesan Pituratana anotó para Tailandia en 58 minutos. Luís Fernandes empató para el equipo de casa en 83 minutos, el partido resultó en un empate 1-1.

### Clasificación para la Copa Mundial de Fútbol de 2002
Bajo entrenador alemán Theo Bücker el Líbano se han dibujado con Pakistán, Sri Lanka y Tailandia en la primera ronda de eliminatorias. El 13 de mayo de 2001, en el Estadio Municipal de Beirut, Líbano derrotó a Pakistán por 6-0. El resultado incluye triplete de Haitham Zein. El 15 de mayo del Líbano organizó Sri Lanka, donde se venció a los visitantes de 4-0 con dos goles de Roda Antar y uno de Moussa Hojeij y Mohammad Kassas. El 17 de mayo el Líbano se encontraron con una ventaja de 1-0 después de 9 minutos, cuando Roda Antar anotó para el equipo local. Sakesan Pituratana y Kiatisuk Senamuang entonces marcarán los dos en Tailandia para darles una victoria por 2-1. Con los próximos tres partidos tuvo lugar en Bangkok el Líbano atacaron a una victoria de 8-1 contra Pakistán con Vardan Ghazaryan, Roda Antar y Gilberto dos Santos todos con dos goles cada uno. Líbano luego anotaría cinco goles a Sri Lanka, dos días después, el 28 de mayo. En 30 segundos de mayo de colocar el Líbano necesita los tres puntos en su última fase de grupos partido contra Tailandia puestas por primera vez para avanzar a la segunda ronda. Líbano tomó la delantera en el minuto 35 cuando Ghazaryan anotó. Líbano celebró que conducen hasta Tailandia anotó en el minuto 73 y de nuevo en el minuto 77. Hojeij empató para el Líbano en 87 minutos, el partido terminó 2-2.

### Clasificación para la Copa Mundial de Fútbol de 2006
Líbano fueron arrastrados a la segunda ronda de clasificación, donde se agruparon con Corea del Sur, Vietnam y las Maldivas. El entrenador Mahmoud Hamoud llevó consigo un equipo de jugadores nacionales basados en Suwon, donde el Líbano ante Corea del Sur el 18 de febrero de 2004. Líbano quedaron sin capitán Roda Antar para el encuentro. Líbano podría haber tomado la delantera en 30 minutos en los que había ganado una pena, sin embargo, Lee Woon-Jae salvó el penalti. Los goles de Cha Du-Ri y Cho Byung-Kuk Corea del Sur dio la victoria por 2-0. Líbano se enfrenta Vietnam en Nam Dinh, el 31 de marzo, con dos finales de la segunda mitad con goles de Roda Antar y Khaled Hamieh en el 83 y 88 minutos sellar una victoria por 2-0. El 9 de junio del Líbano ante las Maldivas en el Estadio Municipal de Beirut. Ambos Haitham Zein y Roda Antar anotó en la victoria por 3-0 ante 81° minutos sustituto Ali Nasseredine agregó el tercero tan sólo doce minutos después de entrar en el campo. El 8 de septiembre el Líbano jugó la vuelta de la pierna contra Malvides en el Estadio Rasmee Dhandu en Malé. Nasseredine abrir el marcador a los cuatro minutos, luego Faisal Antar también puntuación para dar el Líbano un 2-0 medio tiempo de espera. Otro de los objetivos de Nasseredine y dos de Mahmoud Chahoud y Roda Antar llevó el marcador a 5-0 antes de la línea de Maldivas agarró dos goles para terminar el juego a 5-2. El 13 de octubre del Líbano organizó Corea del Sur de Beirut. El segundo clasificado, el Líbano había ganado 9 puntos de entrar en su segundo partido en el pasado como Corea del Sur, que estaban en la cima del grupo, había ganado 10 puntos. Corea del Sur defensa Choi Jin-Cheul anotó en 8 minutos. En el minuto 28 un pase atrás para jugar al surcoreano Lee Woon-Jae se buscó permitir Nasseredine para igualar pasando la pelota en el arco sin vigilancia. El empate 1-1 no fue suficiente para el Líbano para pasar a la tercera ronda, cuando en el último día de la fase de clasificación del Líbano empató 0-0 con el Vietnam en Beirut, como Corea del Sur venció 2-0 en Seúl Maldivas para pasar a la siguiente ronda.

### Clasificación para la Copa Mundial de Fútbol de 2010
Líbano fue sembrada en la primera ronda de eliminatorias en una llave ida y vuelta contra la India. El 8 de octubre de 2007 Líbano acogió la India en Sidón. Después de un gol a los 30 minutos de Sunil Chhetri de la India, los goles de Roda Antar, Mahmoud El Ali y dos de Mohammed Ghaddar ayudó al Líbano a una victoria por 4-1. Ghaddar anotaría otros dos goles en el partido de vuelta que empataron 2-2 en Goa el 30 de octubre. Líbano ganó 6-3 en el global y avanzó a la tercera ronda. Gracias a la campaña de la ausencia de defensor Youssef Mohamad, que al parecer había una discrepancia con el entrenador del Líbano Adnan Meckdache donde había criticado intensamente a los libaneses la Federación de Fútbol y el entrenador del equipo nacional. Fue suspendido por la Federación de Fútbol y se le permitió regresar a la condición de que pediría perdón a la Asociación de Fútbol del Líbano y al entrenador del equipo nacional. Líbano se agrupó con Arabia Saudita, Singapur y Uzbekistán. El 6 de febrero de 2008 fueron derrotados por 1-0 ante Uzbekistán en Beirut; e delantero uzbeko Odil Ahmedov había puesto enfrente al visitante en 44 minutos. Líbano luego pasó a perder 2-0 ante Singapur el 26 de marzo y 4-1 a Arabia Saudita en Riad el 2 de junio. El partido siguiente entre Líbano y Arabia Saudita fue trasladado desde Beirut a Riad, donde el 7 de junio de Arabia Saudita ganó 2-1. Después de este resultado y estando ya eliminado, Líbano fue goleado 3-0 por Uzbekistán en Taskent el 14 de junio. El 22 de junio de 2008 en el Estadio Ciudad Deportiva Camille Chamoun de Beirut, Líbano tomó una ventaja de 1-0 ante Singapur cuando el defensor Baihakki Khaizan anotó un gol en contra. Ramez Dayoub anotó un gol en propia puerta en el otro extremo en el minuto 72 antes de que John Wilkinson diera a los visitantes una victoria de 2-1.

## Estadísticas

### Copa Mundial de Fútbol
| Copa Mundial de Fútbol | Copa Mundial de Fútbol  | Copa Mundial de Fútbol  | Copa Mundial de Fútbol  | Copa Mundial de Fútbol  | Copa Mundial de Fútbol  | Copa Mundial de Fútbol  | Copa Mundial de Fútbol  |
| Año                    | Ronda                   | J                       | G                       | E                       | P                       | GF                      | GC                      |
| ---------------------- | ----------------------- | ----------------------- | ----------------------- | ----------------------- | ----------------------- | ----------------------- | ----------------------- |
| 1930                   | No existía la selección | No existía la selección | No existía la selección | No existía la selección | No existía la selección | No existía la selección | No existía la selección |
| 1934                   | No existía la selección | No existía la selección | No existía la selección | No existía la selección | No existía la selección | No existía la selección | No existía la selección |
| 1938                   | No existía la selección | No existía la selección | No existía la selección | No existía la selección | No existía la selección | No existía la selección | No existía la selección |
| 1950                   | No participó            | No participó            | No participó            | No participó            | No participó            | No participó            | No participó            |
| 1950                   | No participó            | No participó            | No participó            | No participó            | No participó            | No participó            | No participó            |
| 1954                   | No participó            | No participó            | No participó            | No participó            | No participó            | No participó            | No participó            |
| 1962                   | No participó            | No participó            | No participó            | No participó            | No participó            | No participó            | No participó            |
| 1966                   | No participó            | No participó            | No participó            | No participó            | No participó            | No participó            | No participó            |
| 1970                   | No participó            | No participó            | No participó            | No participó            | No participó            | No participó            | No participó            |
| 1974                   | No participó            | No participó            | No participó            | No participó            | No participó            | No participó            | No participó            |
| 1978                   | No participó            | No participó            | No participó            | No participó            | No participó            | No participó            | No participó            |
| 1982                   | No participó            | No participó            | No participó            | No participó            | No participó            | No participó            | No participó            |
| 1986                   | Se retiró               | Se retiró               | Se retiró               | Se retiró               | Se retiró               | Se retiró               | Se retiró               |
| 1990                   | No participó            | No participó            | No participó            | No participó            | No participó            | No participó            | No participó            |
| 1994                   | No clasificó            | No clasificó            | No clasificó            | No clasificó            | No clasificó            | No clasificó            | No clasificó            |
| 1998                   | No clasificó            | No clasificó            | No clasificó            | No clasificó            | No clasificó            | No clasificó            | No clasificó            |
| 2002                   | No clasificó            | No clasificó            | No clasificó            | No clasificó            | No clasificó            | No clasificó            | No clasificó            |
| 2006                   | No clasificó            | No clasificó            | No clasificó            | No clasificó            | No clasificó            | No clasificó            | No clasificó            |
| 2010                   | No clasificó            | No clasificó            | No clasificó            | No clasificó            | No clasificó            | No clasificó            | No clasificó            |
| 2014                   | No clasificó            | No clasificó            | No clasificó            | No clasificó            | No clasificó            | No clasificó            | No clasificó            |
| 2018                   | No clasificó            | No clasificó            | No clasificó            | No clasificó            | No clasificó            | No clasificó            | No clasificó            |
| 2022                   | No clasificó            | No clasificó            | No clasificó            | No clasificó            | No clasificó            | No clasificó            | No clasificó            |
| 2026                   | No clasificó            | No clasificó            | No clasificó            | No clasificó            | No clasificó            | No clasificó            | No clasificó            |
| 2030                   | Por disputarse          | Por disputarse          | Por disputarse          | Por disputarse          | Por disputarse          | Por disputarse          | Por disputarse          |
| 2034                   | Por disputarse          | Por disputarse          | Por disputarse          | Por disputarse          | Por disputarse          | Por disputarse          | Por disputarse          |
| Total                  | 0/23                    | -                       | -                       | -                       | -                       | -                       | -                       |

### Copa Asiática
| Copa Asiática | Copa Asiática  | Copa Asiática | Copa Asiática | Copa Asiática | Copa Asiática | Copa Asiática | Copa Asiática |
| Año           | Ronda          | J             | G             | E             | P             | GF            | GC            |
| ------------- | -------------- | ------------- | ------------- | ------------- | ------------- | ------------- | ------------- |
| 1956          | No participó   | No participó  | No participó  | No participó  | No participó  | No participó  | No participó  |
| 1960          | No participó   | No participó  | No participó  | No participó  | No participó  | No participó  | No participó  |
| 1964          | No participó   | No participó  | No participó  | No participó  | No participó  | No participó  | No participó  |
| 1968          | No participó   | No participó  | No participó  | No participó  | No participó  | No participó  | No participó  |
| 1972          | No clasificó   | No clasificó  | No clasificó  | No clasificó  | No clasificó  | No clasificó  | No clasificó  |
| 1976          | Se retiró      | Se retiró     | Se retiró     | Se retiró     | Se retiró     | Se retiró     | Se retiró     |
| 1980          | No clasificó   | No clasificó  | No clasificó  | No clasificó  | No clasificó  | No clasificó  | No clasificó  |
| 1984          | Se retiró      | Se retiró     | Se retiró     | Se retiró     | Se retiró     | Se retiró     | Se retiró     |
| 1988          | No participó   | No participó  | No participó  | No participó  | No participó  | No participó  | No participó  |
| 1992          | No participó   | No participó  | No participó  | No participó  | No participó  | No participó  | No participó  |
| 1996          | No clasificó   | No clasificó  | No clasificó  | No clasificó  | No clasificó  | No clasificó  | No clasificó  |
| 2000          | Fase de grupos | 3             | 0             | 2             | 1             | 3             | 7             |
| 2004          | No clasificó   | No clasificó  | No clasificó  | No clasificó  | No clasificó  | No clasificó  | No clasificó  |
| 2007          | Se retiró      | Se retiró     | Se retiró     | Se retiró     | Se retiró     | Se retiró     | Se retiró     |
| 2011          | No clasificó   | No clasificó  | No clasificó  | No clasificó  | No clasificó  | No clasificó  | No clasificó  |
| 2015          | No clasificó   | No clasificó  | No clasificó  | No clasificó  | No clasificó  | No clasificó  | No clasificó  |
| 2019          | Fase de grupos | 3             | 1             | 0             | 2             | 4             | 5             |
| 2023          | Fase de grupos | 3             | 0             | 1             | 2             | 1             | 5             |
| 2027          | Por definir    | Por definir   | Por definir   | Por definir   | Por definir   | Por definir   | Por definir   |
| Total         | 3/18           | 9             | 1             | 3             | 5             | 8             | 17            |

## Torneos regionales

### Copa de Naciones Árabe
| Copa de Naciones Árabe | Copa de Naciones Árabe | Copa de Naciones Árabe | Copa de Naciones Árabe | Copa de Naciones Árabe | Copa de Naciones Árabe | Copa de Naciones Árabe | Copa de Naciones Árabe |
| Año                    | Ronda                  | J                      | G                      | E                      | P                      | GF                     | GC                     |
| ---------------------- | ---------------------- | ---------------------- | ---------------------- | ---------------------- | ---------------------- | ---------------------- | ---------------------- |
| 1963                   | Tercer lugar           | 4                      | 2                      | 0                      | 2                      | 13                     | 4                      |
| 1964                   | Cuarto lugar           | 4                      | 1                      | 1                      | 2                      | 4                      | 5                      |
| 1966                   | Cuarto lugar           | 6                      | 3                      | 1                      | 2                      | 11                     | 10                     |
| 1985                   | No participó           | No participó           | No participó           | No participó           | No participó           | No participó           | No participó           |
| 1988                   | Fase de grupos         | 4                      | 1                      | 2                      | 1                      | 2                      | 4                      |
| 1992                   | No participó           | No participó           | No participó           | No participó           | No participó           | No participó           | No participó           |
| 1998                   | Fase de grupos         | 2                      | 0                      | 1                      | 1                      | 1                      | 4                      |
| 2002                   | Fase de grupos         | 4                      | 1                      | 1                      | 2                      | 5                      | 7                      |
| 2009                   | Cancelado              | Cancelado              | Cancelado              | Cancelado              | Cancelado              | Cancelado              | Cancelado              |
| 2012                   | Fase de grupos         | 3                      | 0                      | 1                      | 2                      | 1                      | 4                      |
| Copa Árabe de la FIFA  |                        |                        |                        |                        |                        |                        |                        |
| 2021                   | Fase de grupos         | 3                      | 1                      | 0                      | 2                      | 1                      | 3                      |
| Total                  | 8/11                   | 30                     | 9                      | 7                      | 14                     | 38                     | 41                     |

### Campeonato de la WAFF
| Campeonato de la WAFF | Campeonato de la WAFF | Campeonato de la WAFF | Campeonato de la WAFF | Campeonato de la WAFF | Campeonato de la WAFF | Campeonato de la WAFF | Campeonato de la WAFF |
| Año                   | Ronda                 | J                     | G                     | E                     | P                     | GF                    | GC                    |
| --------------------- | --------------------- | --------------------- | --------------------- | --------------------- | --------------------- | --------------------- | --------------------- |
| 2000                  | Quinto lugar          | 3                     | 1                     | 1                     | 1                     | 3                     | 2                     |
| 2002                  | Quinto lugar          | 2                     | 0                     | 0                     | 2                     | 0                     | 3                     |
| 2004                  | Sexto lugar           | 2                     | 0                     | 0                     | 2                     | 1                     | 7                     |
| 2007                  | Sexto lugar           | 2                     | 0                     | 0                     | 2                     | 0                     | 4                     |
| 2008                  | No participó          | No participó          | No participó          | No participó          | No participó          | No participó          | No participó          |
| 2010                  | No participó          | No participó          | No participó          | No participó          | No participó          | No participó          | No participó          |
| 2012                  | Fase de grupos        | 3                     | 1                     | 0                     | 2                     | 2                     | 3                     |
| 2014                  | Fase de grupos        | 2                     | 0                     | 1                     | 1                     | 0                     | 2                     |
| 2019                  | Fase de grupos        | 4                     | 1                     | 1                     | 2                     | 3                     | 4                     |
| 2023                  | Clasificado           | Clasificado           | Clasificado           | Clasificado           | Clasificado           | Clasificado           | Clasificado           |
| Total                 | 8/10                  | 18                    | 3                     | 3                     | 12                    | 9                     | 25                    |

### Campeonato de la SAFF
| Campeonato de la SAFF | Campeonato de la SAFF | Campeonato de la SAFF | Campeonato de la SAFF | Campeonato de la SAFF | Campeonato de la SAFF | Campeonato de la SAFF | Campeonato de la SAFF |
| Año                   | Ronda                 | J                     | G                     | E                     | P                     | GF                    | GC                    |
| --------------------- | --------------------- | --------------------- | --------------------- | --------------------- | --------------------- | --------------------- | --------------------- |
| 1993 - 2021           | No fue invitado       | No fue invitado       | No fue invitado       | No fue invitado       | No fue invitado       | No fue invitado       | No fue invitado       |
| 2023                  | Tercer lugar          | 4                     | 3                     | 1                     | 0                     | 7                     | 1                     |
| Total                 | 1/14                  | 4                     | 3                     | 1                     | 0                     | 7                     | 1                     |

### Intercontinental Cup (India)
| Intercontinental Cup (India) | Intercontinental Cup (India) | Intercontinental Cup (India) | Intercontinental Cup (India) | Intercontinental Cup (India) | Intercontinental Cup (India) | Intercontinental Cup (India) | Intercontinental Cup (India) |
| Año                          | Ronda                        | J                            | G                            | E                            | P                            | GF                           | GC                           |
| ---------------------------- | ---------------------------- | ---------------------------- | ---------------------------- | ---------------------------- | ---------------------------- | ---------------------------- | ---------------------------- |
| 2018                         | No participó                 | No participó                 | No participó                 | No participó                 | No participó                 | No participó                 | No participó                 |
| 2019                         | No participó                 | No participó                 | No participó                 | No participó                 | No participó                 | No participó                 | No participó                 |
| 2023                         | Subcampeón                   | 4                            | 1                            | 2                            | 1                            | 3                            | 3                            |
| Total                        | 1/3                          | 4                            | 1                            | 2                            | 1                            | 3                            | 3                            |

## Últimos partidos y próximos encuentros
Actualizado al último partido jugado el 28 de mayo de 2025
| Fecha      | Ciudad       | Local      | Resultado | Visitante      | Competición                              |
| ---------- | ------------ | ---------- | --------- | -------------- | ---------------------------------------- |
| 26-03-2024 | Canberra     | Australia  | 5:0       | Líbano         | Clasificación Copa Mundial 2026          |
| 06-06-2024 | Rayán        | Palestina  | 0:0       | Líbano         | Clasificación Copa Mundial 2026          |
| 11-06-2024 | Doha         | Líbano     | 4:0       | Bangladés      | Clasificación Copa Mundial 2026          |
| 04-09-2024 | Kuala Lumpur | Tayikistán | 0:1       | Líbano         | Torneo Merdeka 2024                      |
| 08-09-2024 | Kuala Lumpur | Malasia    | 1:0       | Líbano         | Torneo Merdeka 2024                      |
| 14-11-2024 | Bangkok      | Tailandia  | 0:0       | Líbano         | Partido amistoso                         |
| 19-11-2024 | Rangún       | Birmania   | 2:3       | Líbano         | Partido amistoso                         |
| 12-12-2024 | Doha         | Kuwait     | 1:2       | Líbano         | Partido amistoso                         |
| 15-12-2024 | Mesaieed     | Líbano     | 2:0       | Kuwait         | Partido amistoso                         |
| 20-03-2025 | Al Khor      | Líbano     | 4:0       | Timor Oriental | Partido amistoso                         |
| 25-03-2025 | Al Wakrah    | Líbano     | 5:0       | Brunéi         | Clasificación Copa Asiática 2027         |
| 28-05-2025 | Mascate      | Omán       | 1:0       | Líbano         | Partido amistoso                         |
| 10-06-2025 | Sulaibikhat  | Yemen      | -:-       | Líbano         | Clasificación Copa Asiática 2027         |
| 07-09-2025 | Yakarta      | Indonesia  | -:-       | Líbano         | Partido amistoso                         |
| 10-09-2025 | Yakarta      | Malasia    | -:-       | Líbano         | Partido amistoso                         |
| 09-10-2025 | TBD          | Líbano     | -:-       | Bután          | Clasificación Copa Asiática 2027         |
| 14-10-2025 | Timbu        | Bután      | -:-       | Líbano         | Clasificación Copa Asiática 2027         |
| 26-11-2025 | TBD          | Líbano     | -:-       | Sudán          | Clasificación Copa Árabe de la FIFA 2025 |

## Récord ante otras selecciones
Actualizado al 28 de mayo de 2025.
     Positivo
     Neutral
     Negativo
| País                           | PJ  | G   | E   | P   | GF  | GC  | DG   | %V     | PPP  | Confederación |
| ------------------------------ | --- | --- | --- | --- | --- | --- | ---- | ------ | ---- | ------------- |
| Afganistán                     | 1   | 1   | 0   | 0   | 2   | 0   | 2    | 100,00 | 3,00 | AFC           |
| Arabia Saudita                 | 14  | 4   | 4   | 6   | 18  | 20  | –2   | 30,77  | 1,23 | AFC           |
| Argelia                        | 3   | 0   | 2   | 1   | 2   | 4   | –2   | 0,00   | 0,67 | CAF           |
| Armenia                        | 1   | 0   | 0   | 1   | 0   | 1   | –1   | 0,00   | 0,00 | UEFA          |
| Australia                      | 4   | 0   | 0   | 4   | 0   | 13  | –13  | 0,00   | 0,00 | AFC           |
| Bangladés                      | 5   | 3   | 1   | 1   | 11  | 3   | 8    | 66,67  | 2,00 | AFC           |
| Baréin                         | 17  | 2   | 6   | 9   | 18  | 30  | –12  | 11,76  | 0,71 | AFC           |
| Birmania                       | 3   | 2   | 1   | 0   | 6   | 3   | 3    | 66,66  | 2,33 | AFC           |
| Brunéi                         | 1   | 1   | 0   | 0   | 5   | 0   | 5    | 100,00 | 3,00 | AFC           |
| Bulgaria                       | 1   | 0   | 0   | 1   | 2   | 3   | –1   | 0,00   | 0,00 | UEFA          |
| Bután                          | 1   | 1   | 0   | 0   | 4   | 1   | 3    | 100,00 | 3,00 | AFC           |
| Camboya                        | 1   | 1   | 0   | 0   | 5   | 1   | 4    | 100,00 | 3,00 | AFC           |
| Catar                          | 14  | 0   | 1   | 13  | 3   | 41  | –38  | 0,00   | 0,08 | AFC           |
| China                          | 6   | 0   | 2   | 4   | 1   | 13  | –12  | 0,00   | 0,20 | AFC           |
| Chipre                         | 2   | 1   | 0   | 1   | 1   | 2   | –1   | 50,00  | 1,50 | UEFA          |
| Corea del Norte                | 9   | 5   | 3   | 1   | 15  | 6   | 9    | 55,56  | 2,00 | AFC           |
| Corea del Sur                  | 16  | 1   | 3   | 12  | 5   | 28  | –23  | 6,25   | 0,38 | AFC           |
| Ecuador                        | 1   | 1   | 0   | 0   | 1   | 0   | 1    | 100,00 | 3,00 | CONMEBOL      |
| Egipto                         | 8   | 0   | 2   | 6   | 2   | 18  | –16  | 0,00   | 0,25 | CAF           |
| Emiratos Árabes Unidos         | 15  | 1   | 4   | 10  | 14  | 27  | –13  | 7,14   | 0,50 | AFC           |
| Eslovaquia                     | 1   | 1   | 0   | 0   | 2   | 1   | 1    | 100,00 | 3,00 | UEFA          |
| Estonia                        | 1   | 1   | 0   | 0   | 2   | 0   | 2    | 100,00 | 3,00 | UEFA          |
| Filipinas                      | 2   | 2   | 0   | 0   | 14  | 1   | 13   | 100,00 | 3,00 | AFC           |
| Gabón                          | 1   | 0   | 1   | 0   | 0   | 0   | 0    | 0,00   | 1,00 | CAF           |
| Georgia                        | 2   | 2   | 0   | 0   | 7   | 4   | 3    | 100,00 | 3,00 | UEFA          |
| Guinea Ecuatorial              | 1   | 0   | 1   | 0   | 1   | 1   | 0    | 0,00   | 1,00 | CAF           |
| Hong Kong                      | 4   | 3   | 1   | 0   | 7   | 3   | 4    | 75,00  | 2,50 | AFC           |
| Hungría                        | 1   | 0   | 0   | 1   | 1   | 4   | –3   | 0,00   | 0,00 | UEFA          |
| India                          | 9   | 4   | 4   | 1   | 12  | 8   | 4    | 37,50  | 1,63 | AFC           |
| Irak                           | 26  | 2   | 8   | 16  | 11  | 51  | –40  | 7,69   | 0,54 | AFC           |
| Irán                           | 12  | 1   | 1   | 10  | 3   | 31  | –28  | 8,33   | 0,33 | AFC           |
| Japón                          | 1   | 0   | 0   | 1   | 1   | 3   | –2   | 0,00   | 0,00 | AFC           |
| Jordania                       | 33  | 9   | 13  | 11  | 34  | 37  | –3   | 25,00  | 1,16 | AFC           |
| Kazajistán                     | 2   | 2   | 0   | 0   | 5   | 1   | 4    | 100,00 | 3,00 | UEFA          |
| Kirguistán                     | 3   | 1   | 2   | 0   | 3   | 1   | 2    | 33,33  | 1,67 | AFC           |
| Kuwait                         | 37  | 11  | 10  | 16  | 48  | 53  | –5   | 25,71  | 1,06 | AFC           |
| Laos                           | 2   | 2   | 0   | 0   | 9   | 0   | 9    | 100,00 | 3,00 | AFC           |
| Libia                          | 6   | 3   | 0   | 3   | 9   | 12  | -3   | 50,00  | 1,50 | CAF           |
| Macedonia                      | 1   | 1   | 0   | 0   | 1   | 0   | 1    | 100,00 | 3,00 | UEFA          |
| Malasia                        | 3   | 2   | 0   | 1   | 4   | 3   | 1    | 66,66  | 2,00 | AFC           |
| Maldivas                       | 5   | 5   | 0   | 0   | 15  | 3   | 12   | 100,00 | 3,00 | AFC           |
| Malta                          | 2   | 0   | 1   | 1   | 0   | 1   | –1   | 0,00   | 0,50 | UEFA          |
| Mandato británico de Palestina | 1   | 0   | 0   | 1   | 1   | 5   | –4   | 0,00   | 0,00 | N/D           |
| Marruecos                      | 2   | 0   | 0   | 2   | 0   | 4   | –4   | 0,00   | 0,00 | CAF           |
| Mauritania                     | 1   | 0   | 1   | 0   | 0   | 0   | 0    | 0,00   | 1,00 | CAF           |
| Mongolia                       | 1   | 0   | 1   | 0   | 0   | 0   | 0    | 0,00   | 1,00 | AFC           |
| Montenegro                     | 1   | 0   | 0   | 1   | 2   | 3   | –1   | 0,00   | 0,00 | AFC           |
| Namibia                        | 1   | 0   | 1   | 0   | 1   | 1   | 0    | 0,00   | 1,00 | CAF           |
| Nueva Zelanda                  | 1   | 0   | 1   | 0   | 1   | 1   | 0    | 0,00   | 1,00 | OFC           |
| Omán                           | 14  | 3   | 5   | 6   | 12  | 15  | –3   | 23,08  | 1,08 | AFC           |
| Pakistán                       | 3   | 3   | 0   | 0   | 17  | 2   | 15   | 100,00 | 3,00 | AFC           |
| Palestina                      | 11  | 3   | 6   | 2   | 16  | 7   | 9    | 33,33  | 1,44 | AFC           |
| San Marino                     | 1   | 0   | 1   | 0   | 0   | 0   | 0    | 0,00   | 1,00 | UEFA          |
| Senegal                        | 1   | 1   | 0   | 0   | 3   | 2   | 1    | 100,00 | 3,00 | CAF           |
| Singapur                       | 5   | 2   | 1   | 2   | 5   | 6   | –1   | 40,00  | 1,40 | AFC           |
| Siria                          | 29  | 5   | 5   | 19  | 31  | 59  | –28  | 17,24  | 0,69 | AFC           |
| Somalia                        | 1   | 1   | 0   | 0   | 4   | 0   | 4    | 100,00 | 3,00 | CAF           |
| Sri Lanka                      | 5   | 4   | 0   | 1   | 18  | 6   | 12   | 80,00  | 2,40 | AFC           |
| Sudán                          | 5   | 1   | 2   | 2   | 2   | 5   | –3   | 20,00  | 1,00 | CAF           |
| Tayikistán                     | 2   | 1   | 0   | 1   | 2   | 2   | 0    | 50,00  | 1,50 | AFC           |
| Tailandia                      | 11  | 3   | 4   | 4   | 18  | 15  | 3    | 37,50  | 1,38 | AFC           |
| Taiwán                         | 2   | 2   | 0   | 0   | 7   | 2   | 5    | 100,00 | 3,00 | AFC           |
| Timor Oriental                 | 1   | 1   | 0   | 0   | 4   | 0   | 4    | 100,00 | 3,00 | AFC           |
| Turkmenistán                   | 4   | 3   | 0   | 1   | 8   | 5   | 3    | 75,00  | 2,25 | AFC           |
| Túnez                          | 6   | 2   | 1   | 3   | 2   | 5   | –3   | 20,00  | 1,17 | CAF           |
| Uganda                         | 1   | 0   | 0   | 1   | 0   | 2   | –2   | 0,00   | 0,00 | CAF           |
| Uzbekistán                     | 6   | 0   | 2   | 4   | 1   | 8   | –7   | 0,00   | 0,33 | AFC           |
| Vanuatu                        | 1   | 1   | 0   | 0   | 3   | 1   | 2    | 100,00 | 3,00 | OFC           |
| Vietnam                        | 5   | 1   | 3   | 1   | 5   | 5   | 0    | 20,00  | 1,20 | AFC           |
| Yemen                          | 3   | 2   | 0   | 1   | 7   | 5   | 2    | 66,67  | 2,00 | AFC           |
| Yibuti                         | 1   | 1   | 0   | 0   | 1   | 0   | 1    | 100,00 | 3,00 | CAF           |
| Total                          | 404 | 116 | 105 | 183 | 475 | 598 | –123 | 28,23  | 1,11 | —             |

## Entrenadores
| Periodo       | Entrenador        |
| ------------- | ----------------- |
| 1953–1955     | Vinzenz Dittrich  |
| 1956          | Ljubiša Broćić    |
| 1958–1969     | Joseph Nalbandian |
| 1971–1973     | Joseph Abou Murad |
| 1974–1976     | Adnan Al Sharqi   |
| 1976–1979     | Joseph Abou Murad |
| 1987–1993     | Adnan Al Sharqi   |
| 1995–1997     | Terry Yorath      |
| 1998          | Diethelm Ferner   |
| 1998–1999     | Mahmoud Saad      |
| 2000          | Josip Skoblar     |
| 2001          | Theo Bücker       |
| 2002–2003     | Richard Tardy     |
| 2003          | Mahmoud Hammoud   |
| 2004          | Adnan Hamad       |
| 2004          | Mahmoud Hammoud   |
| 2004–2005     | Mohammed Kwid     |
| 2005          | Ary Marques       |
| 2006–2008     | Adnan Al Sharqi   |
| 2008–2011     | Emile Rustom      |
| 2011–2013     | Theo Bücker       |
| 2013–2015     | Giuseppe Giannini |
| 2015–2019     | Miodrag Radulović |
| 2019–2020     | Liviu Ciobotariu  |
| 2020–2021     | Jamal Taha        |
| 2021-2022     | Ivan Hasek        |
| 2022-2023     | Aleksandar Ilić   |
| 2023          | Nikola Jurčević   |
| 2023-presente | Miodrag Radulović |

## Jugadores

### Última convocatoria
Lista de jugadores convocados para el partido eliminatorio rumbo a la Copa AFC 2027 ante Brunei celebrado en marzo de 2025.
| N.º | Nombre              | Posición      | Edad    | PJ  | Goles | Club              |
| --- | ------------------- | ------------- | ------- | --- | ----- | ----------------- |
| 1   | Shaker Wehbe        | Portero       | 28 años | 0   | 0     | Al Ahed           |
| 21  | Mostafa Matar       | Portero       | 29 años | 35  | 0     | Safa              |
| 23  | Ali Sabeh           | Portero       | 30 años | 9   | 0     | Al Ahed           |
| 2   | Mohammad El Hayek   | Defensa       | 25 años | 15  | 0     | Safa              |
| 3   | Pedro Budib         | Defensa       | 21 años | 2   | 1     | Pachuca U23       |
| 4   | Mohamad Safwan      | Defensa       | 22 años | 5   | 0     | Nejmeh            |
| 5   | Nassar Nassar       | Defensa       | 33 años | 31  | 0     | Al Ansar          |
| 6   | Hussein Zein        | Defensa       | 30 años | 42  | 0     | Safa              |
| 18  | Kassem El Zein      | Defensa       | 34 años | 53  | 2     | Nejmeh            |
| 8   | Ali Tneich          | Mediocampista | 32 años | 27  | 1     | Al Ansar          |
| 10  | Mohamad Haidar      | Mediocampista | 35 años | 102 | 6     | Al Ahed           |
| 13  | Ahmad Kheir El Dine | Mediocampista | 29 años | 6   | 0     | Al Ansar          |
| 14  | Hassan Kourani      | Mediocampista | 30 años | 12  | 1     | Al-Shabab         |
| 15  | Jihad Ayoub         | Mediocampista | 30 años | 22  | 1     | Safa              |
| 16  | Walid Shour         | Mediocampista | 30 años | 31  | 0     | Brisbane Roar     |
| 22  | Majed Osman         | Mediocampista | 31 años | 12  | 2     | Persik Kediri     |
| 7   | Karim Darwich       | Delantero     | 26 años | 31  | 3     | Dohuk             |
| 9   | Malek Fakhro        | Delantero     | 27 años | 6   | 3     | MSV Duisburgo     |
| 11  | Omar Bugiel         | Delantero     | 31 años | 22  | 1     | AFC Wimbledon     |
| 12  | Zein Farran         | Delantero     | 25 años | 10  | 0     | Al Ahed           |
| 17  | Husseyn Chakroun    | Delantero     | 31 años | 4   | 1     | Hannover 96       |
| 19  | Ali Kassas          | Delantero     | 22 años | 4   | 1     | Safa              |
| 20  | Samy Merheg         | Delantero     | 18 años | 6   | 6     | Deportivo Pereira |